# NN-246
La carretera NN‑246 es una vía departamental secundaria ubicada en el departamento de León, en el occidente de Nicaragua. Tiene una longitud de aproximadamente 14.6 kilómetros y conecta el municipio de Quezalguaque con la comunidad de La Concepción. Esta vía sirve como enlace local para comunidades rurales y zonas agrícolas.

## Trazado y cruces
La siguiente tabla muestra su recorrido, localidades y principales conexiones:
| km   | Localidad                  | Departamento | Conexión / Ruta |
| ---- | -------------------------- | ------------ | --------------- |
| 0.0  | Quezalguaque               | León         |                 |
| 7.1  | Comunidad intermedia rural | León         |                 |
| 14.6 | La Concepción              | León         |                 |

## Coordenadas
Uno de los tramos de la NN‑246 puede ser ubicado en las coordenadas: 12°32′20″N 86°49′48″O / 12.5389, -86.8300